# George Spell
George Spell (Chicago, 6 aprile 1958 – Los Angeles, 1º novembre 2022) è stato un attore statunitense, uno dei primi attori bambini afroamericani a interpretare ruoli drammatici non stereotipati al cinema e alla televisione americani tra gli anni sessanta e settanta.

## Biografia
George Spell iniziò la sua esperienza di attore bambino nel 1968, a 10 anni, partecipando a due episodi della serie televisiva Giulia, la prima ad essere incentrata sulle vicende di una famiglia afroamericana ed anche la prima ad avere nel proprio cast fisso un attore bambino afroamericano, Marc Copage. Sull'onda delle lotte per i diritti civili, gli inizi della carriera attoriale di Spell coincisero quindi con l'affermazione al cinema e alla televisione di una visione diversa degli afroamericani, a lungo relegati in ruoli stereotipati e secondari. Dopo il lavoro pionieristico svolto da Steven Perry agli inizi degli anni sessanta, George Spell, Kevin Hooks, Marc Copage, Larry Fishburne e Erin Blunt appartengono a quella generazione di attori bambini afroamericani sui quali tra la metà degli anni sessanta e la metà degli anni settanta ricade in gran parte l'onere e l'onore di questa responsabilità.
Per tutta la sua carriera Spell partecipò a numerosi episodi di serie televisive, laddove la presenza di un piccolo attore afroamericano si rendesse necessaria, pur non entrando nel cast fisso di alcuna di esse. Interpretò sempre ruoli positivi o comunque improntati ad una forte vena realistica, promuovendo ideali di tolleranza e accettazione delle minoranze. Così è nell'episodio The Wish della serie Bonanza (1969), dove Spell è membro di una famiglia di ex-schiavi afroamericani che si trova vittima di pregiudizi razziali. In The Road to Freedom della serie Daniel Boone (1969), Spell è un piccolo schiavo in fuga con il padre verso la libertà.
Al cinema Spell interpretò il ruolo del figlio dell'ispettore Virgil Tibbs (Sidney Poitier) nei film Omicidio al neon per l'ispettore Tibbs (1970) e L'organizzazione sfida l'ispettore Tibbs (1971). Nel 1971 fu coprotagonista con Bill Cosby del film L'uomo e il bambino. Cosby e Spell avevano già recitato assieme l'anno precedente sul piccolo schermo in due episodi del programma The Bill Cosby Show. Il film non ebbe grande successo ma confermò le doti di Spell. Nel 1972 la Disney lo chiamò come coprotagonista di Perdipiù il segugio fannullone, remake del film The Biscuit Eater (1940). La nuova versione rese più evidenti le implicazioni antirazziste della storia, incentrata sull'amicizia interrazziale e paritaria tra due ragazzi, unitisi nel comune scopo di addestrare un cane segugio. Spell recitò al fianco di Johnny Whitaker, già affermato attore bambino del cinema americano.
Come accaduto agli altri attori bambini afroamericani che in quegli anni contribuirono a cambiare gli ancora forti stereotipi razziali del cinema e della televisione americani, anche la carriera di Spell si interruppe con l'adolescenza nella seconda metà degli anni settanta.

## Filmografia

### Cinema
- Il bacio perverso (The Naked Kiss), regia di Samuel Fuller (1964)
- Omicidio al neon per l'ispettore Tibbs (They Call Me Mr. Tibbs!), regia di Gordon Douglas (1970)
- L'organizzazione sfida l'ispettore Tibbs (The Organization), regia di Don Medford (1971)
- L'uomo e il bambino (Man and Boy), regia di E.W. Swackhamer (1971)
- Perdipiù il segugio fannullone (The Biscuit Eater), regia di Vincent McEveety (1972)

### Televisione
- Giulia (Julia) – serie TV, episodi 1x09-1x16 (1968-1969)
- Quella strana ragazza (That Girl) – serie TV, episodio 3x22 (1969)
- Bonanza – serie TV, episodio 10x23 (1969)
- Strega per amore (I Dream of Jeannie) – serie TV, episodio 5x01 (1969)
- Daniel Boone – serie TV, episodio 6x02 (1969)
- The Flying Nun – serie TV, episodi 3x01-3x16 (1969-1970)
- Ironside – serie TV, episodio 3x25 (1970)
- La fattoria dei giorni felici (Green Acres) – serie TV, episodio 6x01 (1970)
- La famiglia Partridge (The Partridge Family) – serie TV, episodio 1x08 (1970)
- Matt Lincoln – serie TV, episodio 1x11 (1970)
- Bracken's World – serie TV, episodio 2x13 (1970)
- Lassie – serie TV, episodi 19x10-19x11 (1972)
- Delphi Bureau (The Delphi Bureau) – serie TV, episodio 1x05 (1973)
- A Dream for Christmas, regia di Ralph Senensky – film TV (1973)
- Harry O – serie TV, episodio 1x06 (1974)
- Crossfire, regia di William Hale – film TV (1975)
- Kung Fu – serie TV, episodi 2x01-3x24 (1973-1975)
- Tutti i figli di Dio (All God's Children), regia di Jerry Thorpe – film TV (1980)

## Doppiatori italiani
Nelle versioni in italiano dei suoi lavori, George Spell è stato doppiato da:
- Alessandro Tiberi in Perdipiù - Il segugio fannullone